# Episkopalkirche der Vereinigten Staaten

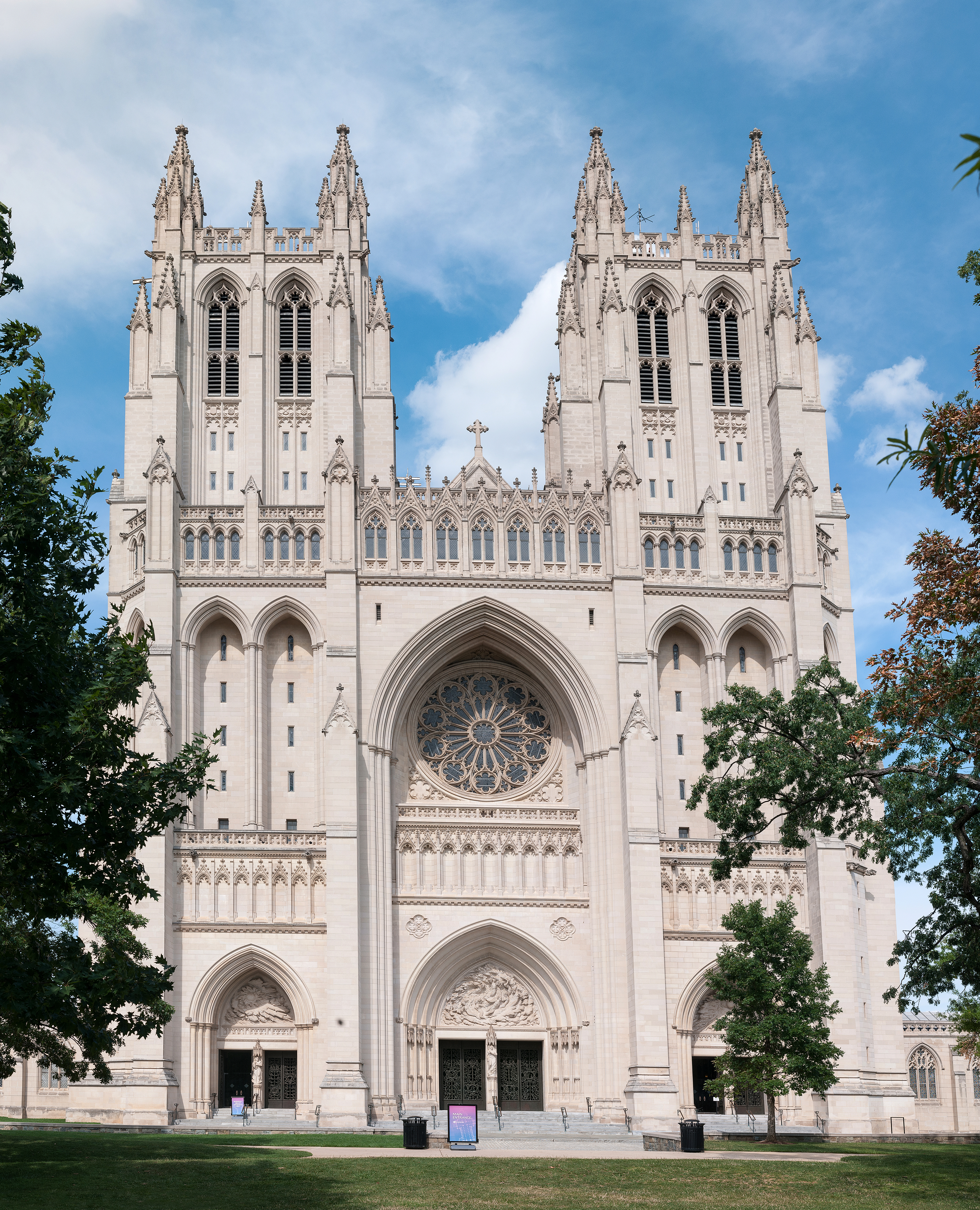
Die Cathedral Church of Saint Peter and Saint Paul in Washington, D.C. ist die National Cathedral der Episkopalkirche der Vereinigten Staaten von Amerika.

Die Episkopalkirche der Vereinigten Staaten von Amerika (englisch Episcopal Church in the United States of America) ist eine Mitgliedskirche der Anglikanischen Gemeinschaft vornehmlich in den Vereinigten Staaten, aber auch in Haiti, Taiwan, Kolumbien, der Dominikanischen Republik, Ecuador, Honduras, Venezuela und Kontinentaleuropa. Die Episkopalkirche ist eine der ältesten Kirchen im Gebiet der heutigen USA; im Jahre 2022 hatte sie 1,6 Millionen Mitglieder. Nur etwa 0,4 % der US-Bürger gehören ihr an, jedoch ein Viertel aller US-Präsidenten (zuletzt George H. W. Bush).

## Name
Der volle, amtliche Name der Kirche als juristische Person The Domestic and Foreign Missionary Society of the Protestant Episcopal Church in the United States of America wird nur noch extrem selten gebraucht. Übliche Abkürzungen sind sowohl ECUSA (Episcopal Church in the USA) als auch im 21. Jahrhundert mit dem wachsenden Bewusstsein über die Internationalisierung der Kirche TEC (The Episcopal Church), da die Diözesen und Gemeinden in Lateinamerika, Asien und Europa nicht in den USA liegen. Bis Mitte des 20. Jahrhunderts war auch PECUSA (Protestant Episcopal Church in the United States of America) üblich.

## Kirchenordnung und Struktur
Die Grundeinheit der Episkopalkirche ist die Diözese. Das geweihte Haupt der Diözese ist der Bischof. Die Diözesen werden in Provinzen zusammen gruppiert, aber anders als in anderen anglikanischen Kirchen haben die Provinzen keinen Erzbischof. Folglich gibt es in den Provinzen auch keinerlei Weisungsrechte oder Jurisdiktion. Die Kirche ist in neun Provinzen mit 110 Diözesen und 7.374 Pfarreien organisiert. Andere geweihte Mitglieder des Klerus sind Priester (oder Presbyter) und Diakone. Frauenordination ist erlaubt. Laien partizipieren voll am Leben der Kirche und werden auch an der Kirchenleitung maßgeblich beteiligt.
Die höchste Instanz der Kirche ist eine alle drei Jahre stattfindende Synode, die die Bezeichnung Generalversammlung (General Convention) trägt und sich an wechselnden Orten trifft. Sie besteht aus zwei Häusern: dem Haus der Bischöfe und dem Haus der Deputierten. Letzteres setzt sich aus Priestern, Diakonen und Laien zusammen: Jedes Bistum wählt vier Mitglieder des Klerus und vier Laien als Deputierte. Vorsitzender des Hauses der Bischöfe ist der Presiding Bishop (Vorsitzender Bischof), der als Primas der Gesamtkirche dient und alle neun Jahre gewählt wird. Seit 1. November 2025 hat dieses Amt Sean Rowe inne. Zuvor war seit 2015 Michael Bruce Curry im Amt. Er war der erste Amtsinhaber mit afrikanischen Wurzeln und Nachfolger von Katharine Jefferts Schori, der ersten Frau, die als Primas einer anglikanischen Kirche diente. Der Vorsitz des Hauses der Deputierten wird als Präsident bezeichnet und entspricht etwa der Präses einer evangelischen Synode. Er kann Priester oder auch Laie sein. Derzeitige Präsidentin ist Julia Ayala Harris. Die letzte (81.) Generalversammlung tagte 2024 in Louisville (Kentucky).
Zwischen den Generalversammlungen ist der Exekutivrat (Executive Council) das höchste Gremium der Gesamtkirche. Dieser besteht aus 38 Mitgliedern – vier Bischöfen, vier Priestern oder Diakonen und zwölf Laien, die auf der Generalversammlung gewählt werden, sowie 18 weiteren Mitgliedern, die auf den Provinzialsynoden gewählt werden.
Der Verwaltungssitz der Kirche ist in New York City, aber der Presiding Bishop wird in der Washington National Cathedral feierlich ins Amt eingesetzt.
.

### Provinzen
Die Episkopalkirche der Vereinigten Staaten hat neun Kirchenprovinzen, die Nummern statt Namen tragen. Die Grenzen der Provinzen folgen in der Regel den Grenzen der US-Bundesstaaten, da es kaum grenzüberschreitende Bistümer gibt (aber viele US-Bundesstaaten haben mehrere Bistümer innerhalb ihrer Grenzen).
1. Neuengland
2. New York, New Jersey, Haiti, Amerikanische Jungferninseln und Convocation of Episcopal Churches in Europe
3. Delaware, District of Columbia, Maryland, Pennsylvania, Virginia, West Virginia
4. Alabama, Georgia, Florida, Kentucky, östliches Louisiana, Mississippi, North Carolina, South Carolina, Tennessee
5. Illinois, Indiana, Michigan, östliches Missouri, Ohio, Wisconsin
6. Colorado, Iowa, Minnesota, Montana, Nebraska, North Dakota, South Dakota, Wyoming
7. Arkansas, Kansas, westliches Louisiana, westliches Missouri, New Mexico, Oklahoma, Texas,
8. Alaska, Arizona, Kalifornien, Hawaii, Idaho, Oregon, Nevada, Utah, Taiwan, Washington
9. Kolumbien, Ecuador, Honduras, Puerto Rico, Dominikanische Republik, Venezuela

Jede Provinz ist in einzelne Bistümer unterteilt. Anders als in vielen anderen anglikanischen Kirchenprovinzen, gibt es jedoch keine Erzbischöfe für die jeweiligen Provinzen, da die Episkopalkirche keine Erzbischöfe hat.

### Bistümer
Es gibt insgesamt 100 Diözesen in den US-Bundesstaaten und dem District of Columbia sowie 11 im Ausland oder Territorien der Vereinigten Staaten.

### Gemeinden

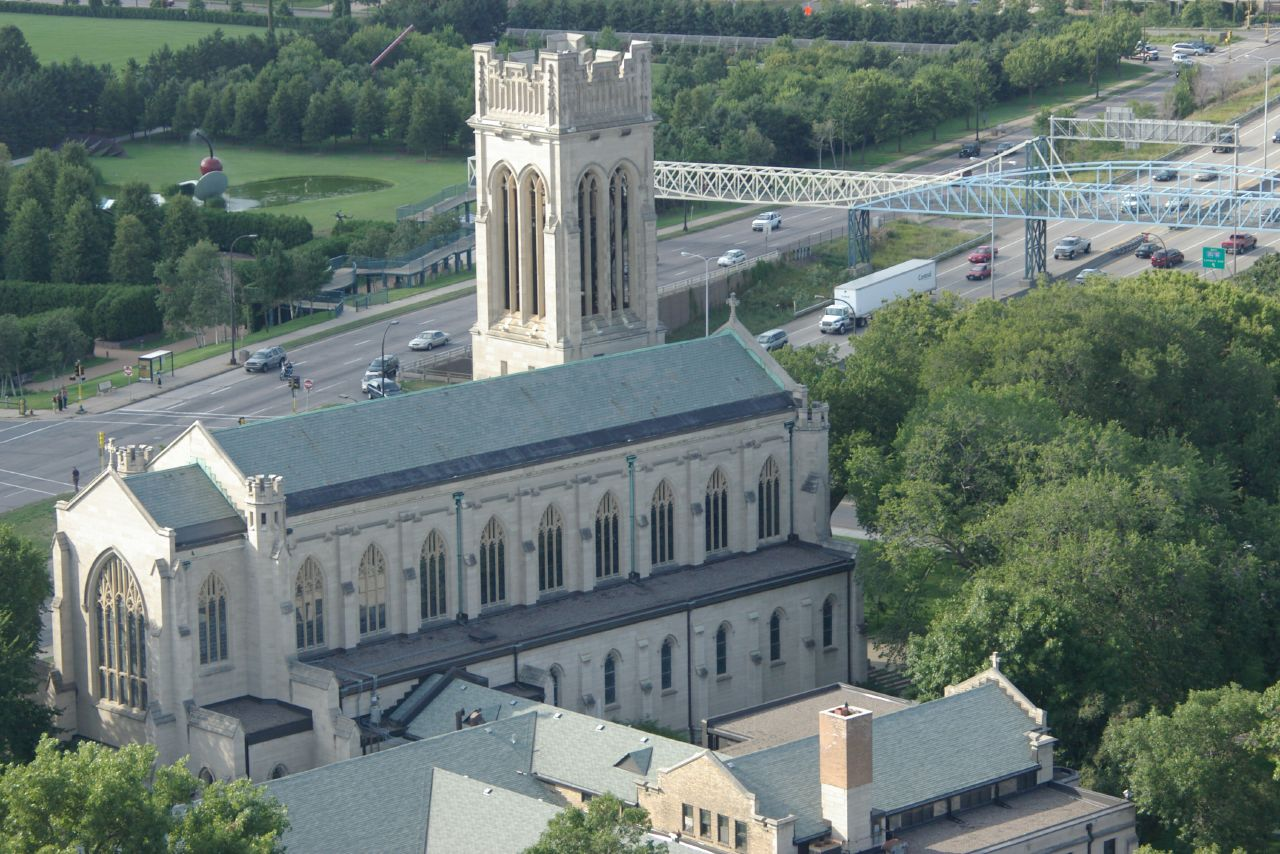
St. Mark’s Episcopal Cathedral, Minneapolis

Jede Diözese besteht aus Kirchengemeinden, die verschiedene Typen aufweisen: Kathedralen, Pfarreien, Missionen und Kapellen.
Die meisten Gemeinden sind Pfarreien. Diese sind Gemeinden, die sich finanziell tragen können, ohne monetäre Subvention durch die Diözese. Der Gemeinde steht ein Priester vor, der die Bezeichnung Rektor trägt. In größeren Gemeinden können auch weitere Priester als Assistenten tätig sein. Die Gemeindemitglieder wählen auch Laien (oft, aber nicht notwendigerweise, zwölf) zum Gemeindevorstand, der „vestry“ genannt wird. Aus dem Vestry werden zwei Mitglieder gewählt, die als Senior- und Junior Warden – alternativ auch als Rector’s und People’s Warden – bezeichnet werden und besondere Führungsfunktionen übernehmen. So wird beispielsweise der Vertrag der Gemeinde mit dem Rektor vom Senior Warden unterschrieben; der Junior Warden ist oft für den Unterhalt des Kirchengebäudes zuständig. Wie in anderen Vorständen auch, ist es üblich, Schriftführer und Schatzmeister zu wählen.
Eine Kathedrale dient als Mutterkirche einer Diözese und ist der Sitz des Bischofs, behaust aber oftmals eine eigene Gemeinde. Die meisten – aber nicht alle – Diözesen haben eine Kathedrale. Einige wenige haben zwei Kathedralen, oder eine Kathedrale und eine Prokathedrale. Manche designieren die Kapelle eines kirchlichen Konferenzzentrums als Kathedrale. In der Regel wird der Priester, der als Pfarrer der Domgemeinde fungiert, als Domdechant bezeichnet. Das aus Laien bestehende Aufsichtsgremium einer Kathedrale wird als Domkapitel bezeichnet, aber manche Kathedralen haben zusätzlich noch einen Vestry.
Eine Mission ist eine Gemeinde, die finanziell nicht selbständig ist, sondern auf Unterstützung durch das Bistum angewiesen ist. Die Verwaltung einer Mission ähnelt die einer selbständigen Gemeinde, aber das Bistum und der Bischof haben erweiterte Mitspracherechte. Der Pfarrer einer Mission wird gewöhnlicherweise als Vikar bezeichnet. Statt „Vestry“ wird das Laiengremium, das die Gemeinde führt, entweder „Missionsausschuss“ oder „Bischofs Ausschuss“ genannt.
Als „Kapelle“ wird eine Gemeinde bezeichnet, die Teil einer anderen Institution bildet, wie z. B. einer Schule oder eines Krankenhauses, oder die nur saisonal zusammenkommt, wie z. B. in Ferienkolonien oder Sommerfrischen („summer chapels“). Hier wird der Pfarrer gewöhnlicherweise als Kaplan bezeichnet, wobei im Falle einer „summer chapel“ der Begriff Vikar ebenfalls Anwendung findet.

## Glauben und Praxis
Wie viele Kirchen in der anglikanischen Kommunion, folgt auch die Episkopalkirche einer via media oder „mittleren Weg“ zwischen protestantischen und katholischen Praktiken. In der Tat bejaht die episkopale Liturgie explizit den Glauben an die „eine, heilige, katholische und apostolische Kirche“. Deshalb argumentieren viele Episkopalianer, dass die römischen Katholiken nicht die einzigen „Katholiken“ seien, sondern dass auch der Anglikanismus einen der drei Zweige des Katholizismus darstelle: die östlich-orthodoxe Kirche, die Römisch-Katholische Kirche, und die episkopale oder anglikanische Kirche. Die episkopale Liturgie, das heißt die gottesdienstliche Praxis, ist der der römisch-katholischen Kirche ähnlich, mit einigen Unterschieden wie beispielsweise der Gebrauch des Book of Common Prayer (siehe unten).
Innerhalb der Episkopalkirche gibt es verschiedene Grade der liturgischen Praxis. Oftmals werden Gemeinden oder Gottesdienste als „low church“ oder „high church“ bezeichnet. Der Theorie nach wäre eine „high church“ eher katholisch und daher dem Gebrauch von Segenszeichen („smells and bells“), die die Grundliturgie mit weiteren Spezialisierungen ausschmücken, zugeneigt. Im Gegensatz dazu sind bei einer „low church“ weniger solche „katholischen“ Elemente anzutreffen; dafür könnten diese jedoch andere Elemente haben, z. B. „Lobpreis und Anbetung“-Musik oder zu einer strenger protestantischen oder gar evangelikalen Ansicht neigen. Obwohl viele Episcopalians ihre Kirchen mit diesen Begriffen beschreiben würden, sind die Gemeinsamkeiten nach wie vor groß, und der grundlegende Ritus unterscheidet sich kaum: Lesungen aus der Bibel (sowohl Altes Testament als auch jeweils aus den Episteln und den Evangelien), gefolgt von einer Predigt, dem Glaubensbekenntnis, den Fürbitten und der Eucharistie, die mit Wein (und nicht wie bei manchen US-Protestanten mit Wasser oder Traubensaft) gefeiert wird; Alkoholikern und anderen, die Alkohol vermeiden wollen, steht es frei, auf den Kelch zu verzichten. Innerhalb der Episkopalkirche findet man eine Vielzahl an Anbetungsstilen: traditionelle Kirchenlieder, „Lobpreis und Anbetung“-Musik, anglikanische Gesänge, liturgischer Tanz, charismatische Handbewegungen, Kleriker mit Gewändern und Kleriker mit Straßenkleidung. So unterschiedlich die Gottesdienstformen auch sein mögen – es gibt ein zentrales Verbindungselement zwischen ihnen: das Book of Common Prayer bzw. die verschiedenen ergänzenden Agenden.
Die Episkopalkirche benutzt das Nicäno-Konstantinopolitanum als Hauptglaubensbekenntnis; in ökumenischen Fragen betrachtet sie das Apostolikum jedoch als ausreichend.

### Heilige
Das Konzept der Heiligen in der Episkopalkirche ist stark durch die katholische Tradition beeinflusst. Der Grad der Verehrung der Heiligen ist jedoch im Allgemeinen eher protestantisch. Die meisten Episkopalianer beten nicht zu den Heiligen und berufen sich nicht auf sie als Mittler. Stattdessen werden die Heiligen als historische Beispiele guter Christen angesehen. Nach diesem Verständnis kommt auch eine größere Vielfalt von Menschen dazu, als „Heilige“ in der Episkopalkirche betrachtet zu werden, so wie z. B. Martin Luther, Harriet Tubman oder Samuel Seabury. Darüber hinaus lehrt die Kirche, dass alle Mitglieder zu den Heiligen Gottes gehören und das Potential besitzen, anderen als Beispiel zu dienen. Die Episkopalkirche veröffentlicht das Buch Lesser Feasts and Fasts, in dem die Festtage der verschiedenen Heiligen erwähnt werden, denen dadurch eine besondere Verehrung zuteilwird.

### Book of Common Prayer
Die Episkopalkirche veröffentlicht ein eigenes Book of Common Prayer (BCP), in dem der Ablauf der meisten Gottesdienste (oder „Liturgien“), die in der Episkopalkirche zur Anwendung kommen, festgehalten werden. Wegen seines weit verbreiteten Gebrauchs in der Kirche ist das BCP zugleich Spiegelbild und Quelle der Theologie für Episkopalianer. Die jetzige Ausgabe datiert von 1979 und ist mehr als nur eine Überarbeitung früherer Bücher, sondern strebt an, die Praktiken der Urkirche wieder aufleben zu lassen, wie z. B. volle Partizipation von Laien in allen Gottesdiensten und das Wiederaufleben der Eucharistie als Hauptgottesdienst. Frühere BCPs wurden von der US-Episkopalkirche 1789, 1892 und 1928 herausgegeben; ein vorgeschlagenes BCP wurde 1786 gedruckt, jedoch nicht von der Kirche beschlossen. Das BCP unterliegt keinem Urheberrecht; vorgeschlagene Änderungen zum BCP bleiben jedoch urheberrechtlich geschützt, bis sie durch die Generalversammlung angenommen werden. Danach erst wird die jeweilige Version des BCPs gemeinfrei.

## Geschichte

### Kolonien und Revolution (1607–1789)
Die erste Gemeinde, aus der die Episkopalkirche entstand, wurde 1607 in Jamestown in Virginia als Teil der Kirche von England gegründet. Von dort aus breitete sich die Kirche durch englische Kolonien in Nordamerika aus.
Die Kirche von England wurde 1609 zur Staatskirche von Virginia sowie 1693 von New York, von South Carolina 1706 und Georgia 1758. Dadurch erhielten die örtlichen Kirchenvorstände Steuergelder zur Unterstützung der Kirche. In Virginia gab es außerdem den Versuch, den Gottesdienstbesuch verpflichtend zu machen, aber wegen eines Mangels an Priestern waren die Vorschriften nicht durchsetzbar.
Für die Gemeinden in den Kolonien wurde der Bischof von London 1635 für zuständig erklärt. Gewöhnlicherweise übte dieser seine Pflichten mit Hilfe von ihm ernannter Kommissare aus. James Blair war einer der wichtigeren Kommissare, der 1685–1743 in dieser Rolle diente.
1775 gab es etwa 300 eigenständige Gemeinden innerhalb der Dreizehn Kolonien. Während der Amerikanischen Revolution wurde der Kirche in jenen Kolonien, wo sie noch den Status einer Staatskirche hatte, dieser Status entzogen. 1789 wurde die Episkopalkirche als eigenständige Kirche gegründet, denn nur durch die Trennung von der Church of England war es möglich, die Bedingung, dass der britische Monarch als Kirchenoberhaupt vom Klerus anerkannt werden musste, zu umgehen. Als der Klerus von Connecticut Samuel Seabury zum Bischof erwählte, ersuchte er zunächst in England die Bischofsweihe. Dort erwies sich der Supremateid als problematisch, weshalb er nach Schottland weiterreiste. Dort weihten ihn die nicht vereidigten schottischen Bischöfe in Aberdeen am 14. November 1784 und machten ihn so zum ersten anglikanischen Bischof außerhalb der Britischen Inseln. 

### Die Kirche in den Vereinigten Staaten (1789 bis zur Gegenwart)
Als das Territorium und die Bevölkerung der Vereinigten Staaten wuchsen, entstanden neue Diözesen. Auch außerhalb der USA entstanden sowohl einige Diözesen in Lateinamerika als auch die Convocation of American Churches in Europe.
Nach dem Erscheinen des ersten Book of Common Prayer, das für die neue Kirche im Jahr 1789 geschrieben wurde, erschienen neue Revisionen in den Jahren 1892, 1928 und 1979.
1873 spaltete sich die Reformierte Episkopalkirche ab, da ihre Mitglieder durch die wachsende Akzeptanz der Oxford-Bewegung in Teilen der Episkopalkirche einen Verlust des Protestantismus fürchteten.
1974, am Festtag von Maria und Martha, wurden elf Frauen in der Church of the Advocate in Philadelphia, wo Paul Washington das Amt des Rektors innehatte, von vier anwesenden Bischöfen zum Priesteramt geweiht. Diese Ordination verstieß gegen das geltende Kirchenrecht und wurde vom House of Bishops an Mariä Himmelfahrt für ungültig erklärt. Zwei Jahre später, 1976, entschied sich die Generalsynode, die Frauenordination zuzulassen. Drohungen einiger konservativer Gemeinden und Diözesen, sich abzuspalten, wurden nicht umgesetzt. Die elf ungültigen Weihen sowie vier weitere Ordinationen von Frauen, die ebenfalls vor der Zulassung stattfanden, wurden im Folgejahr nachträglich anerkannt.
Im Jahre 2003 kam es in der Episkopalkirche (und in der Folge in der ganzen anglikanischen Kirchengemeinschaft) zu heftigen Auseinandersetzungen über die Frage, ob Gene Robinson zum Bischof geweiht werden dürfte, da einige Mitglieder meinten, Lesben und Schwule müssten zölibatär bleiben, wenn sie das Bischofsamt anstrebten. Die Mehrheit der Generalsynode bestätigte jedoch Robinsons Wahl durch das Volk und den Klerus seiner Diözese. Eine Reihe konservativer Gemeinden spalteten sich im Zuge der Auseinandersetzung von der Episkopalkirche der Vereinigten Staaten ab; zudem drohten eine Reihe afrikanischer und asiatischer anglikanischer Kirchen, die Kommunionsgemeinschaft mit der amerikanischen Kirche zu kündigen. Die Generalsynode hat jedoch aus Sicht der Episkopalkirche selbst erklärt, die Praxis der Segnung gleichgeschlechtlicher Paare sei nicht kirchentrennend. Durch einen Beschluss der Synode vom Juli 2009 sollen Bischöfe der Kirche in ihren Diözesen entscheiden, wie mit der Frage der Segnung gleichgeschlechtlicher Paare umzugehen sei. In den kommenden drei Jahren sammelten die Bischöfe Erfahrungen mit den Segnungen und erarbeiteten liturgische Handreichungen. Am 1. Juli 2015 ermöglichte die Episkopalkirche kirchliche Trauungen für gleichgeschlechtliche Paare.

## Ökumene
Die Kirche ist ein Mitglied im Nationalen Kirchenrat der USA und im Weltkirchenrat. Volle Abendmahlsgemeinschaft besteht mit der altkatholischen Kirche (Bonn Agreement), der Evangelisch-Lutherischen Kirche in Amerika und den Mitgliedskirchen der Churches Uniting in Christ.
Seit Pfingsten 2025 besteht sie auch mit der Evangelisch-Lutherischen Kirche in Bayern.

## Kirchliche Hochschulen und Priesterseminare
- Berkeley Divinity School an der Yale University, New Haven (Connecticut)
- Bexley Hall (Seminary), Rochester (New York) und Columbus (Ohio)
- The Church Divinity School of the Pacific, Berkeley (Kalifornien)
- Episcopal Divinity School, Cambridge (Massachusetts)
- Episcopal Theological Seminary of the Southwest, Austin (Texas)
- Die General Theological Seminary, New York City
- Nashotah House, Nashotah (Wisconsin)
- Seabury-Western Theological Seminary, Evanston (Illinois)
- School of Theology at University of the South, Sewanee (Tennessee)
- Trinity Episcopal School for Ministry, Ambridge (Pennsylvania)
- Virginia Theological Seminary, Alexandria (Virginia)